# Їжа

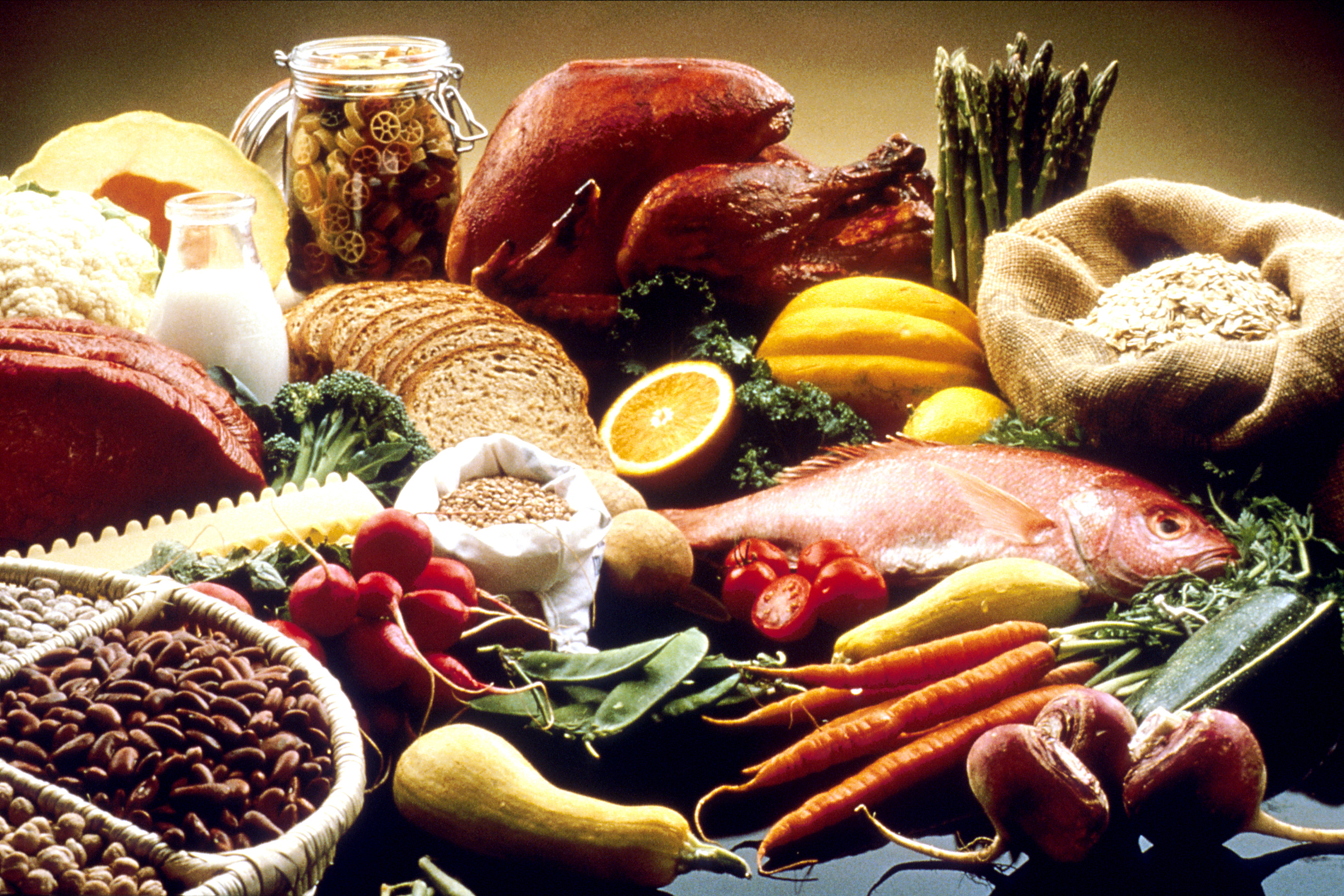
Їжа

Ї́жа або харчі́ (заст. їство́, розм. їсти́во, діал. їдло́) — будь-яка речовина, яку організм використовує для живлення. Їжа зазвичай має рослинне, тваринне або грибкове походження і містить базові поживні речовини, такі як вуглеводи, жири, білки, вітаміни або мінерали. Нутрієнт потрапляє в організм і засвоюється його клітинами, щоб забезпечити енергією, підтримати життя або стимулювати ріст. Різні види тварин мають різну харчову поведінку, яка задовольняє потреби їхнього метаболізму і еволюціонувала для того, щоб зайняти певну екологічну нішу в конкретному географічному середовищі.
Всі тварини, певні види грибів і нефотосинтезуючі рослини є гетеротрофами, тобто не здатні синтезувати власну їжу. Живих істот можна класифікувати за харчовою поведінкою, зокрема на м'ясоїдних, травоїдних та всеїдних. Їжа тварин і домашньої худоби називається кормом.
Люди вживають ряд різних нутрієнтів для отримання енергії чи задоволення — вони є адаптованими всеїдними тваринами і пристосувалися добувати їжу в різних екосистемах. Історично люди добували їжу двома основними способами: полюванням і збиральництвом та сільським господарством. У міру вдосконалення сільськогосподарських технологій люди перейшли до раціону, сформованого відповідно до аграрних можливостей в їхньому регіоні світу. Географічні та культурні розходження призвели до створення численних кухонь та кулінарних мистецтв, включаючи широкий спектр інгредієнтів, трав, спецій, технік та страв.
окремі тези з доповіді академіка І. Павлова при врученні йому Нобелівської премії

## Терміни та етимологія

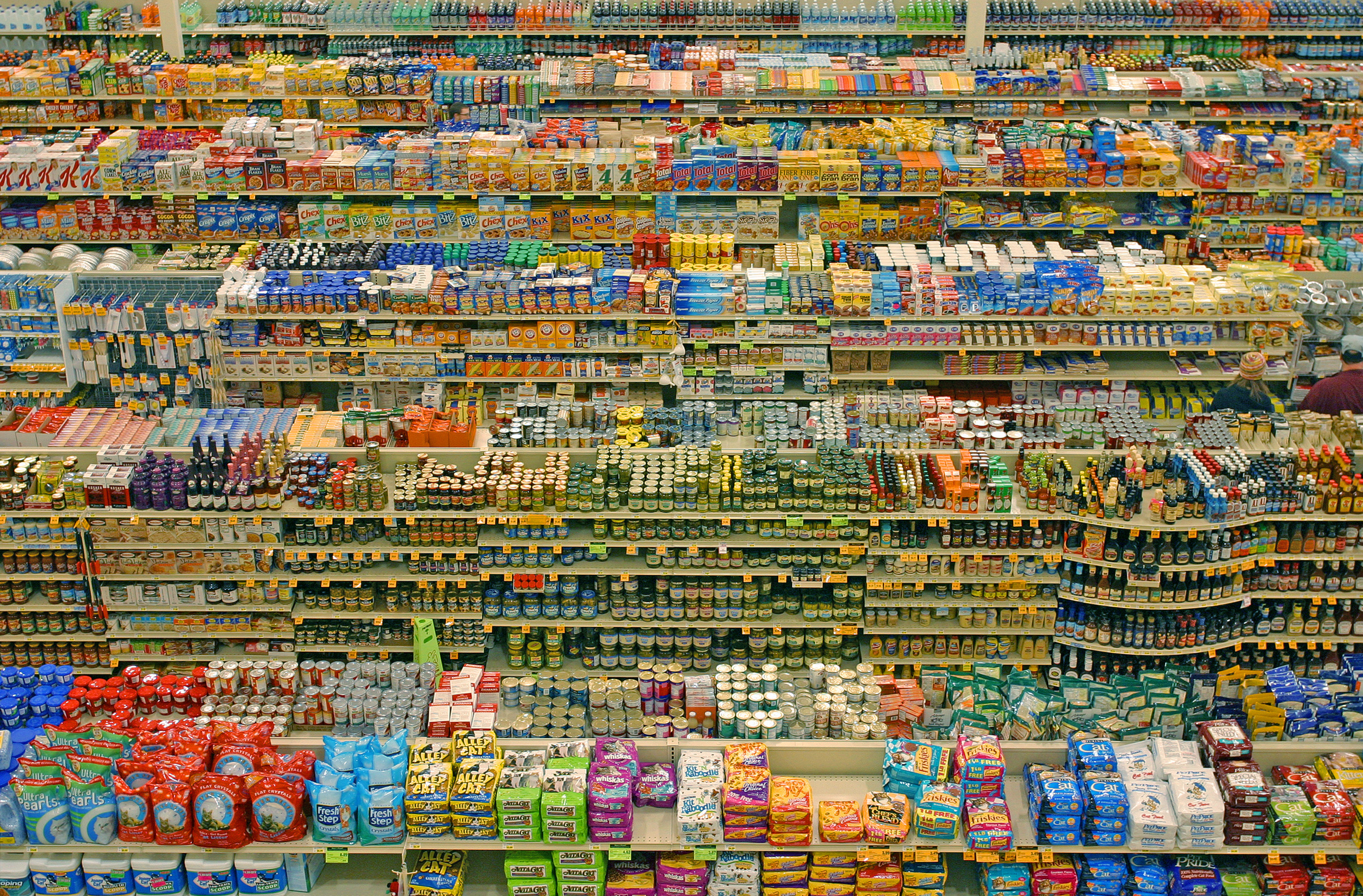
Вигляд сучасної харчової крамниці (Портленд, США).

Харч «те, що споживають, їдять і п'ють; їстівні припаси, їда»; — біл. харч, харчы́, д.-рус. харчь, пол. [charcz], болг. харч «витрати», серб. харч — запозичено з арабської мови через посередництво тур. harç; араб. harg «витрати, пайок, раціон» пов'язане з haraga «виходити, виділяти», harag «податок». Синоніми: пожи́ва, на́їдок.
Словники не рекомендують замість слова «їжа» у значенні «те, що їдять люди», вживати слово «їда» (яке зазвичай означає «процес споживання їжі»), позначаючи останнє як розмовне та рідковживане.
Законодавство України надає наступне визначення: «харчовий продукт — речовина або продукт (неперероблений, частково перероблений або перероблений), призначені для споживання людиною». До харчових продуктів належать напої (в тому числі питна вода), жувальна гумка та будь-яка інша речовина, що спеціально включена до харчового продукту під час виробництва, підготовки або обробки.
Термін «харчовий продукт» не включає:
- корми;
- живих тварин, якщо вони не призначені для розміщення на ринку для споживання людиною;
- рослини (до збору врожаю);
- лікарські засоби;
- косметичні продукти;
- тютюн і тютюнові вироби;
- наркотичні і психотропні речовини[a]
- залишки та забруднюючі речовини[12].

Продовольство — нещодавнє запозичення з російської мови; рос. продовольствие є похідним від застарілого продовольствовать — «постачати продовольство, готувати (в організованому порядку)», утвореного за допомогою префікса про- від рос. довольствовать, похідного від «довольний», «воля».

## Калорійність

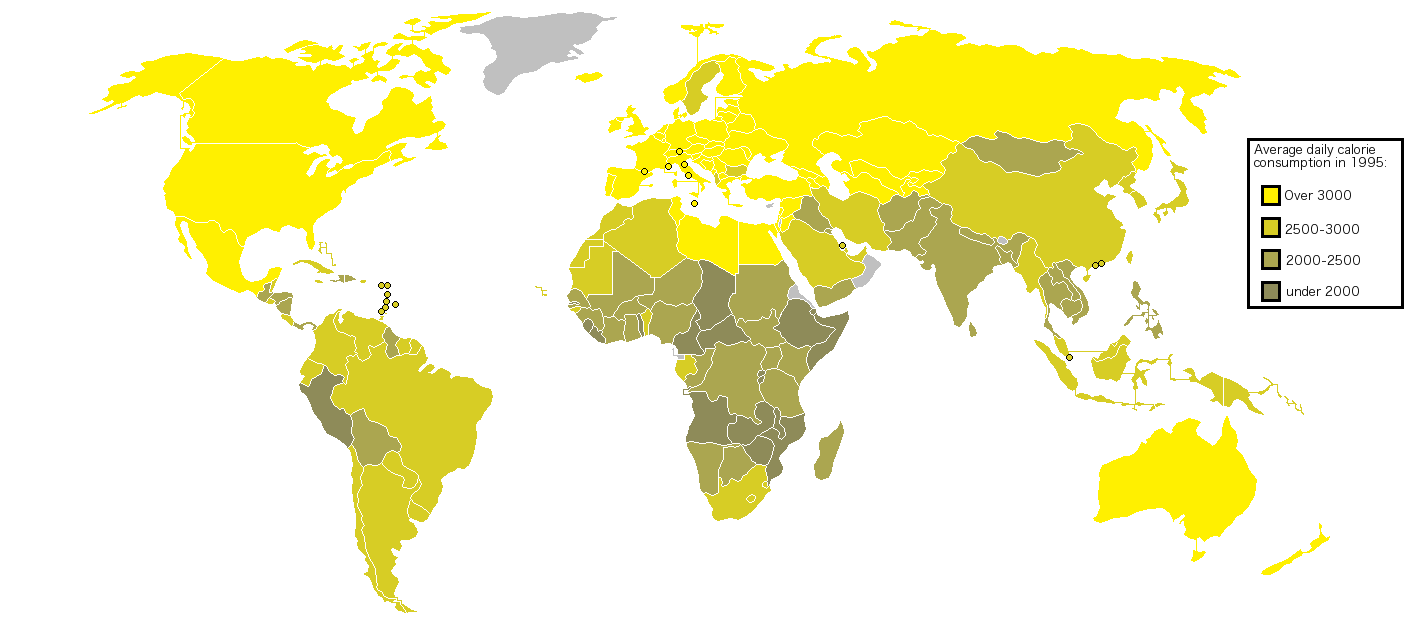
Щодобова норма споживання людиною кілокалорій (ккал) у світі

### Вуглеводи

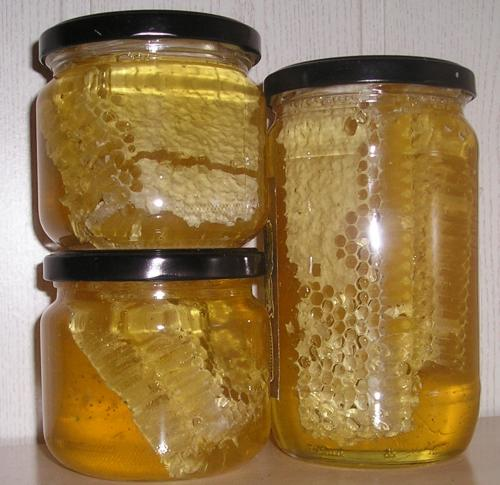
Мед багатий на вуглеводи

### М'ясо

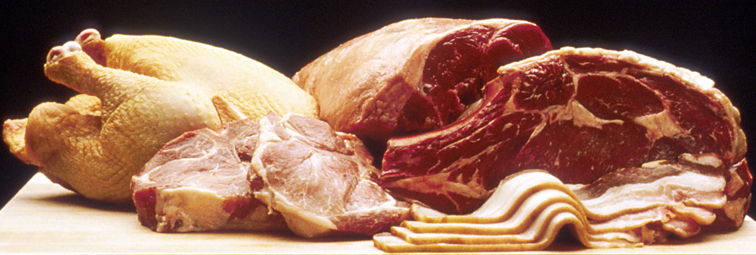
Різні види сирого м'яса

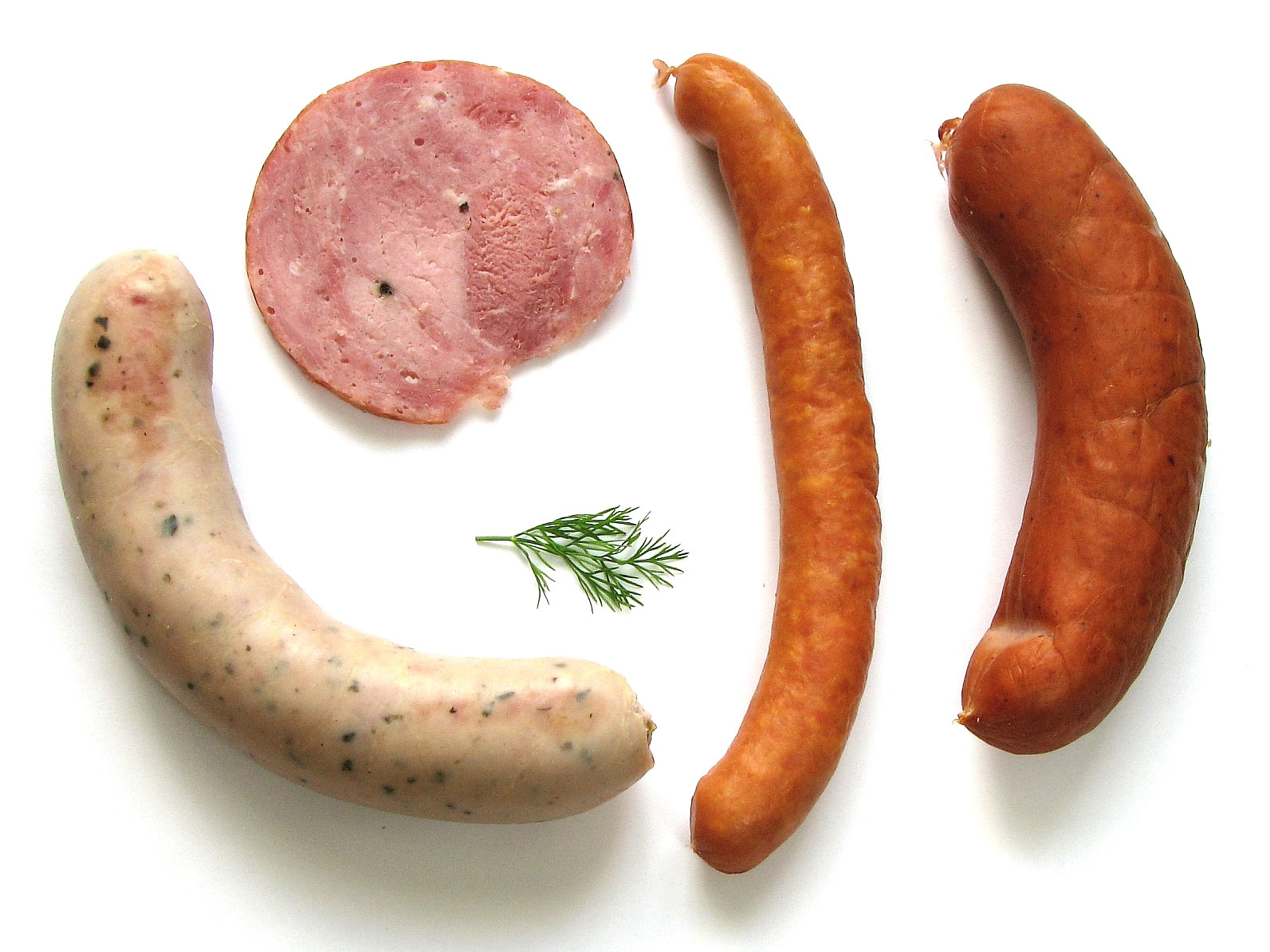
Ковбаса — м'ясний продукт з ковбасного фаршу в штучній чи натуральній оболонці. Біла, шинкова, сілезька і підгалянська ковбаси, Польща.

### Риба та морепродукти

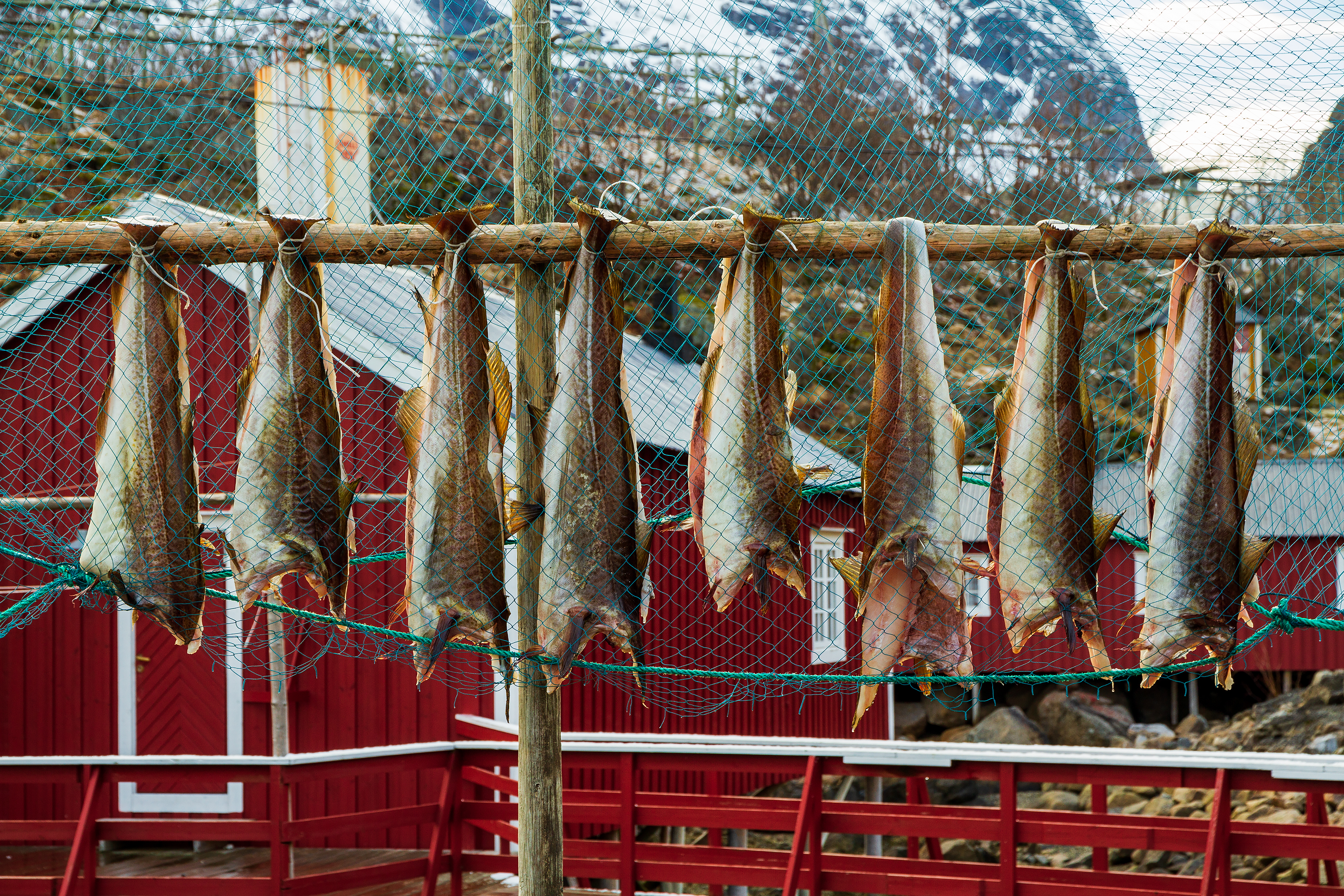
Сушіння риби в Норвегії

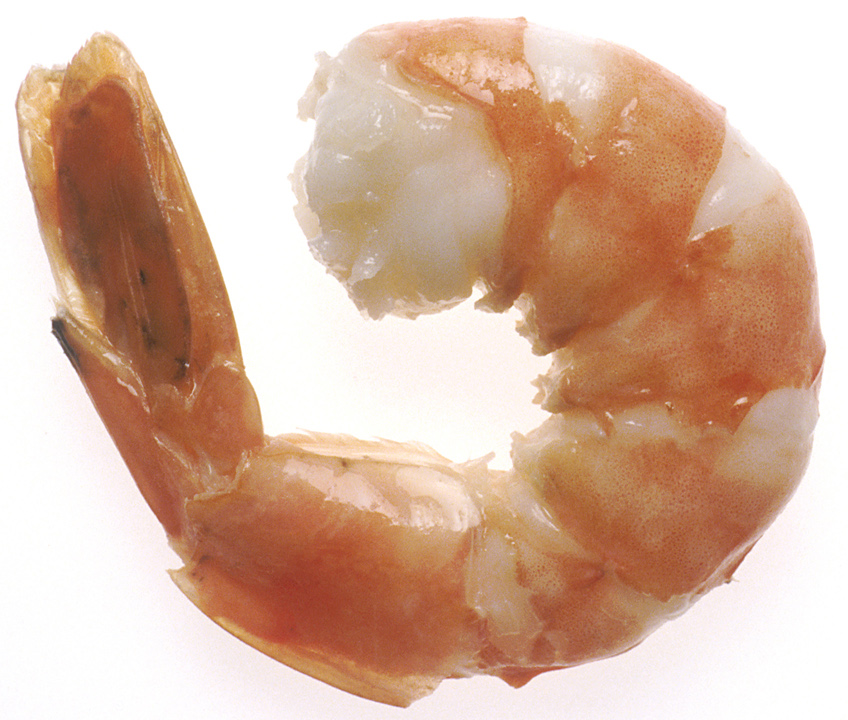
Креветка, приготована на парі

### Молочні продукти

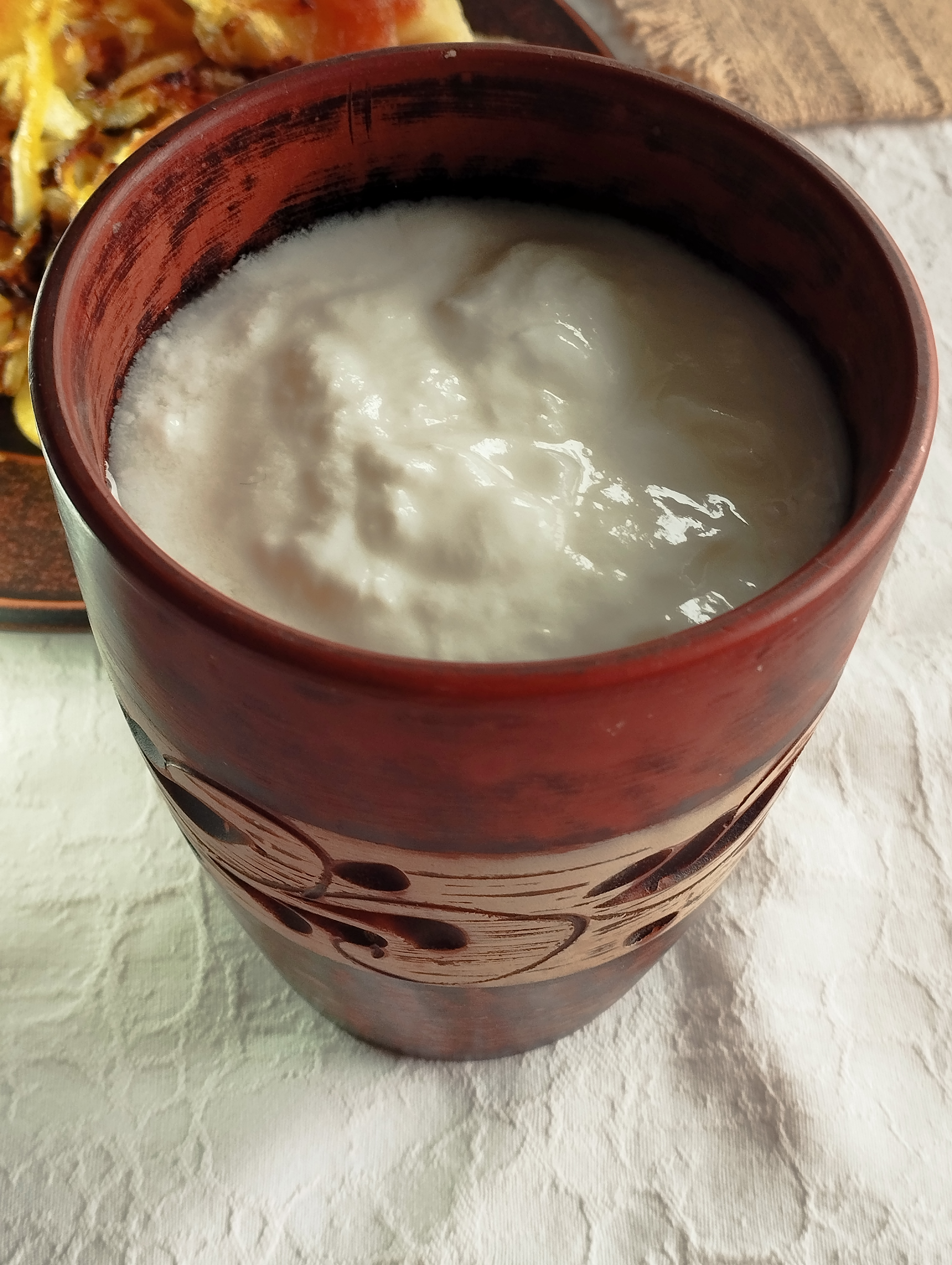
Гуслянка

### Жирові продукти

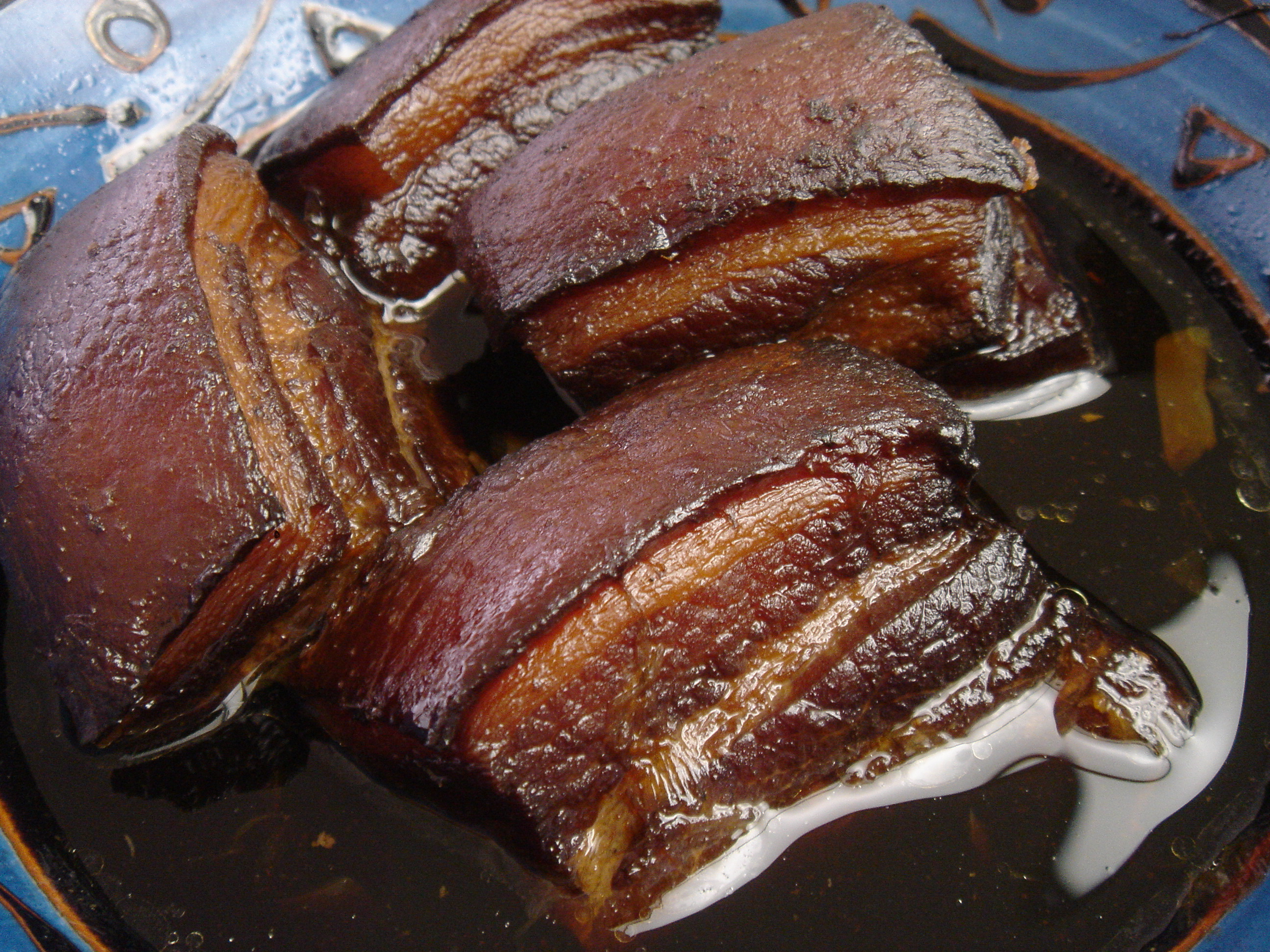
Масна свинина